# Потанино (Ярославская область)
Пота́нино — деревня в Переславском районе Ярославской области на реке Кубре.

## История
В 1561 году деревня Фёдоровского монастыря в Новосельском стане к сельцу Половецкому. В 1612 году в смутное время «вся вызжена и крестьяне посечены, нету ни кола, всё пусто». В 1764 году при секуляризации перешла в казну.

## Население
| 1859 | 1905 | 1926 | 2007 | 2010 |
| ---- | ---- | ---- | ---- | ---- |
| 107  | ↗120 | ↗154 | ↘3   | ↗4   |

## Достопримечательности
В 4 км к юго-востоку от деревни находится урочище Самарово, с расположенной в нём церковью Иоакима и Анны (1814).